# Metro Trains Melbourne

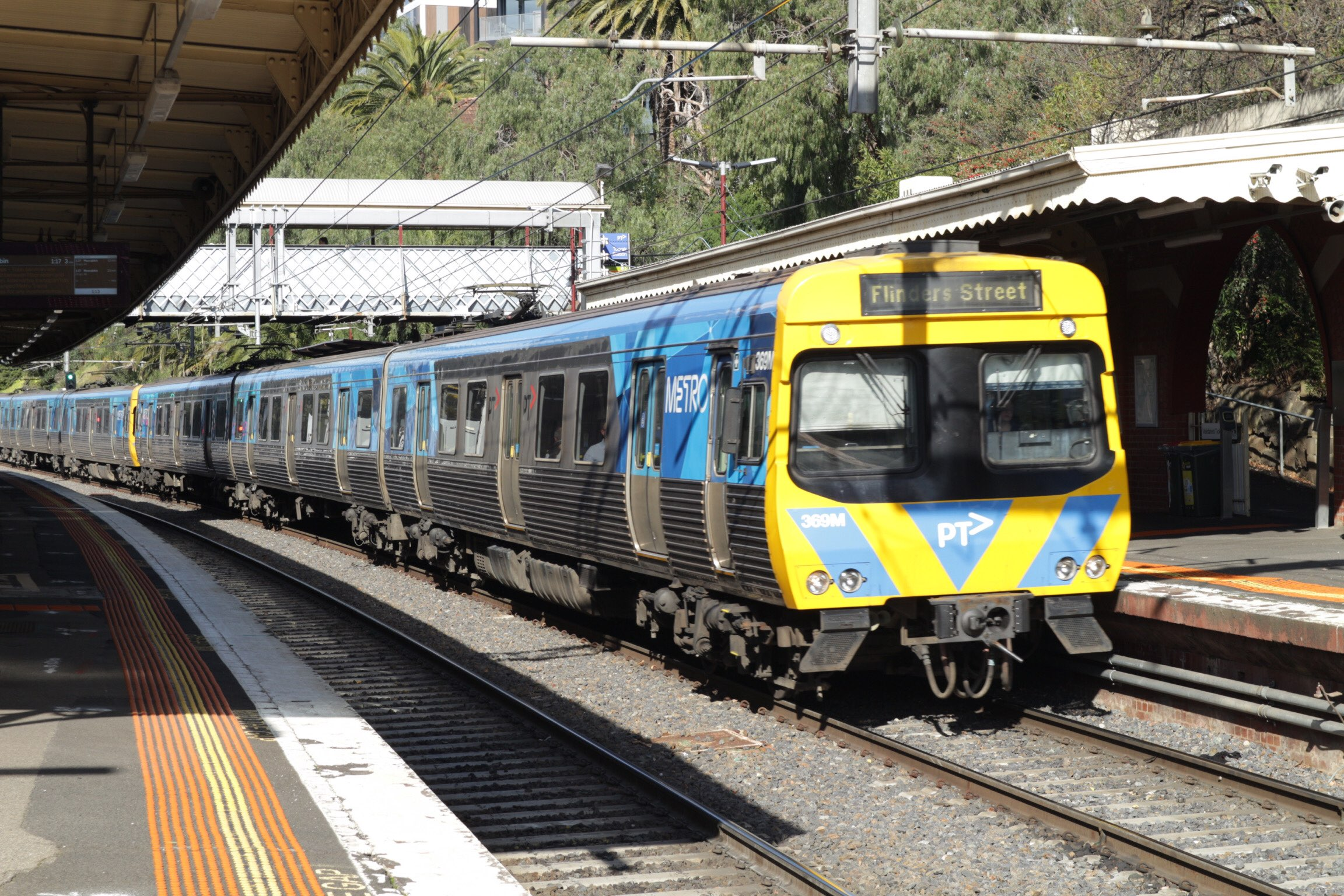
Ein Comeng-Triebzug in Toorak

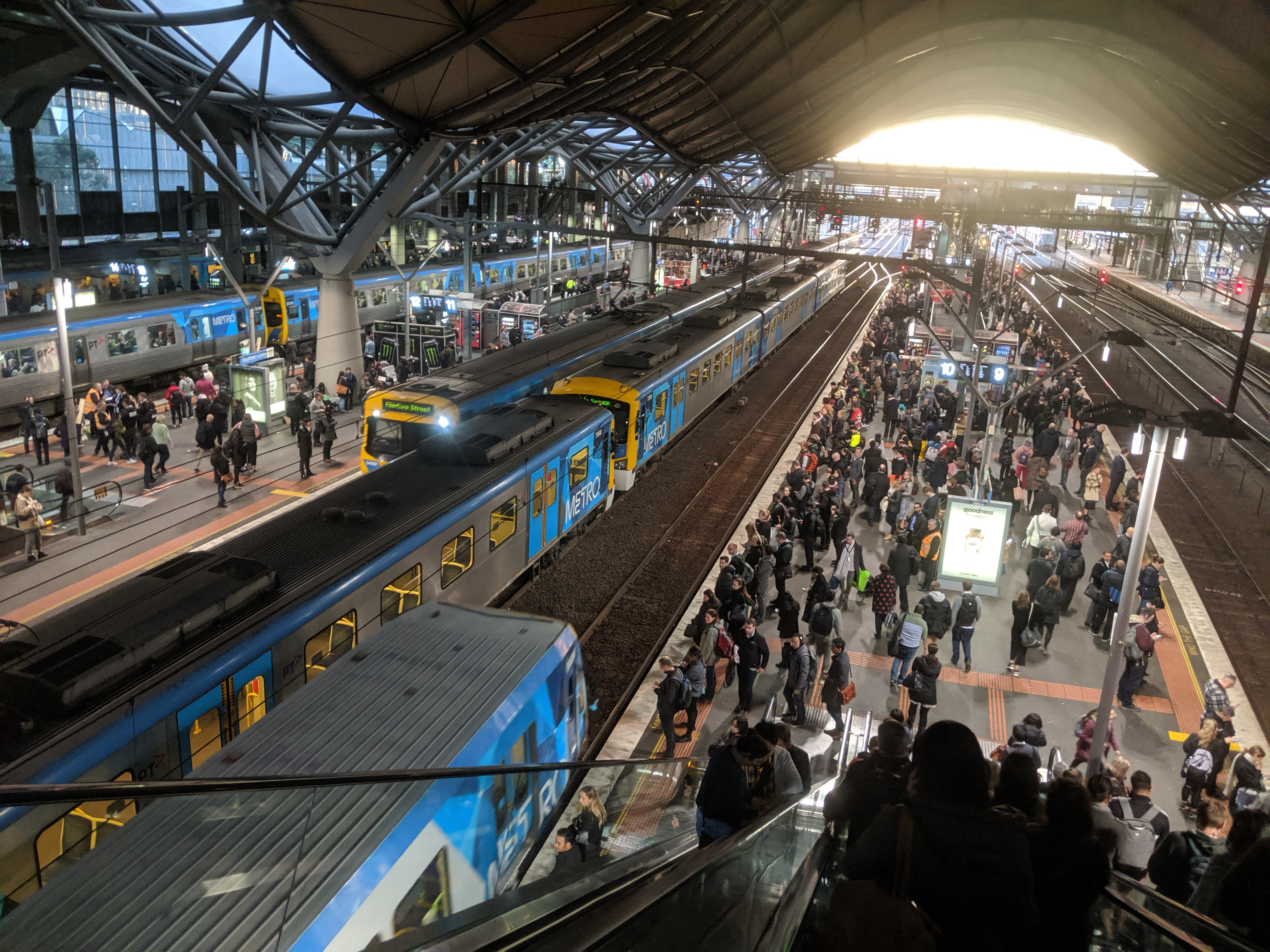
Rush Hour im Bahnhof Southern Cross

Metro Trains Melbourne betreibt den elektrischen Vorort- und Schnellbahnverkehr von Melbourne, der Hauptstadt des australischen Bundesstaats Victoria. Das Unternehmen ist ein Joint Venture von MTR Corporation (60 % Anteil), John Holland Group (20 % Anteil) und UGL Rail (20 % Anteil).
Das Netz besteht aus vier eingleisigen Schleifen (City Loop) und einer zweigleisigen Strecke im Zentrum und verzweigt sich radial zu 15 Endpunkten in den Vororten. Die Spurweite beträgt 1600 mm Breitspur. Die Strecken sind mit 1500 V Gleichspannung und Oberleitung elektrifiziert. Die Streckenhöchstgeschwindigkeit liegt je nach Linie bei maximal 115 km/h.

## Netz

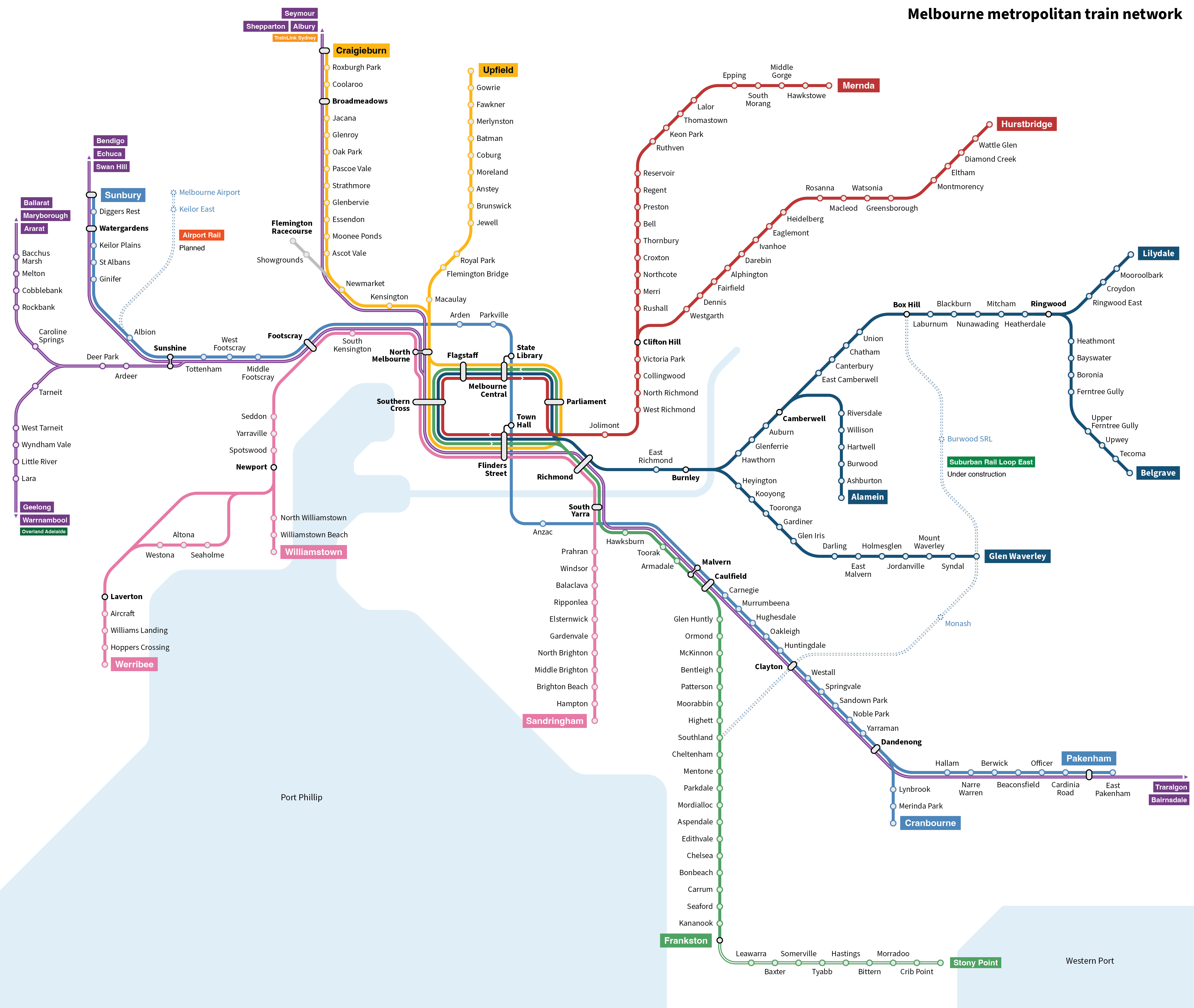
Netzplan

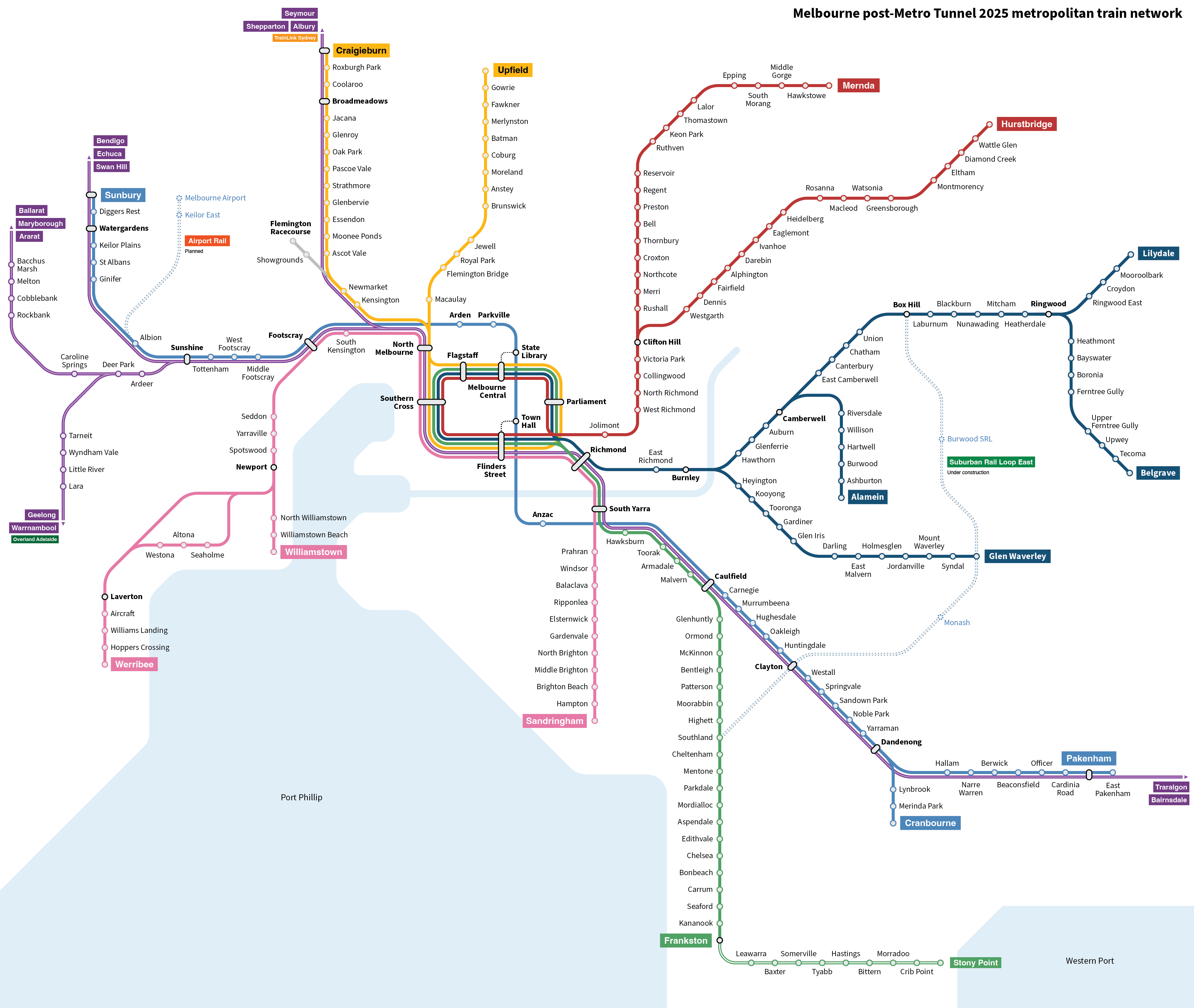
Geplantes Netz nach Eröffnung des Metro Tunnel

Die Linien sind nach ihrem äußeren Endpunkt benannt. Von dort führen sie zum City Loop in die Innenstadt. Der City Loop besteht aus einem viergleisigen Tunnel nördlich und östlich des Central Business District (CBD). Die vier Gleise liegen in zwei Paaren übereinander und werden zusammen mit den Strecken im Südwesten des CBD als vier separate Schleifen betrieben. Die vier Linienbündel (Caufield, Northern, Burnley und Clifton Hill Group) nutzen jeweils eine Schleife und können dadurch weitgehend unabhängig betrieben werden. Die Schleifen des Loop werden in der Hauptverkehrszeit teilweise in entgegengesetzte Richtung befahren als zu anderen Uhrzeiten. An den beiden Hauptbahnhöfen Melbournes, Southern Cross und Flinders Street, kann zum Fern- und Regionalverkehr umgestiegen werden. Dort sind zudem ausreichend Bahnsteige vorhanden, um Züge enden beziehungsweise die Linie wechseln zu lassen. Der Abschnitt zwischen den beiden Halten liegt auf einem sechsgleisigen Viadukt, von dem vier Gleise den Vorortzügen vorbehalten sind. Die beiden anderen Gleise werden von den Zügen der Cross-City Group (Frankston-, Werribee- und Williamstown-Linie) und der Sandringham-Linie, sowie vom Regional-, Fern- und Güterverkehr genutzt. Die nicht elektrifizierte Stony-Point-Linie bedient als einzige Linie nicht den City Loop und die Hauptbahnhöfe. Sie verkehrt im Anschluss an die elektrische Frankston-Linie.
Eine zweite Tunnelstrecke, der Metro Tunnel, befindet sich in Bau und soll den Loop entlasten. Das etwa elf Milliarden australische Dollar teure Projekt umfasst den Bau von fünf unterirdischen Stationen auf neun Kilometern Länge. Im CBD verläuft der Tunnel in Nord-Süd-Richtung unter der Swanston Street, der zentralen Straßenbahnachse Melbournes. Die Strecke wird mit CBTC und Bahnsteigtüren ausgestattet.
Nach der Inbetriebnahme 2025 soll die Sunbury-Linie über den Bahnhof Footscray und den Tunnel zum Bahnhof Caulfield und weiter über Dandenong nach Pakenham und Cranbourne im Südosten durchgebunden werden. Dadurch wird Kapazität auf der Innenstadtschleife der Northern Group für die Craigieburn- und Upfield-Linien frei. Die Züge der Sandringham-Linie können über Southern Cross auf die Werribee und Williamstown-Linien durchgebunden werden, da die Frankston-Linie zukünftig die Schleife der Linien aus Dandenong nutzt.
Eine Zweigstrecke zum Flughafen und eine Halbringlinie durch die Vororte (Suburban Rail Loop) sind in Bau. Die Halbringlinie soll um 2035 als vollautomatische U-Bahn-Linie eröffnet werden.

### Übersicht
| Linie/Endpunkt | Linienbündel       | Verlauf der Strecke (Spurweite 1600 mm)                                                                     | Stationen | Bemerkung |
| -------------- | ------------------ | --- | --------- | --- |
| Alamein        | Burnley Group      | Alamein–Camberwell–Richmond–Melbourne Central–Flinders Street                                               | 18        | zu Schwachlastzeiten Shuttlebetrieb mit Dreiwagenzügen bis Camberwell, wo Anschluss zur Lilydale-Linie besteht |
| Belgrave       | Burnley Group      | Belgrave–Blackburn–Camberwell–Richmond–Melbourne Central–Flinders Street                                    | 32        | |
| Craigieburn    | Northern Group     | Craigieburn–Glenroy–North Melbourne–Melbourne Central–Flinders Street–Southern Cross                        | 21        | |
| Cranbourne     | Caufield Group     | Cranbourne–Dandenong–Caufield–South Yarra–Richmond–Flinders Street–Melbourne Central–Parliament             | 27        | keine Bahnübergänge mehr                                                                                       |
| Frankston      | Cross-City Group   | Frankston–Parkdale–Caufield–South Yarra–Richmond–Flinders Street–Melbourne Central–Parliament               | 32        | Alle 27 übrig gebliebene Bahnübergänge sollen bis 2029 durch Brücken oder Tunnel ersetzt werden.               |
| Glen Waverley  | Burnley Group      | Glen Waverley–East Malvern–Richmond–Flinders Street–Melbourne Central–Parliament                            | 20        | |
| Hurstbridge    | Clifton Hill Group | Hurstbridge–Eltham–Clifton Hill–Melbourne Central–Flinders Street                                           | 28        | |
| Lilydale       | Burnley Group      | Lilydale–Blackburn–Camberwell–Richmond–Melbourne Central–Flinders Street                                    | 28        | keine Bahnübergänge mehr                                                                                       |
| Mernda         | Clifton Hill Group | Mernda–Epping–Preston–Clifton Hill–Melbourne Central–Flinders Street                                        | 29        | |
| Pakenham       | Caufield Group     | East Pakenham–Pakenham–Dandenong–Caufield–South Yarra–Richmond–Flinders Street–Melbourne Central–Parliament | 31        | keine Bahnübergänge mehr                                                                                       |
| Sandringham    | (Cross-City Group) | Sandringham–Garden Vale–South Yarra–Richmond–Flinders Street–Melbourne Central–Parliament                   | 18        | |
| Stony Point    |                    | Stony Point–Hastings–Frankston                                                                              | 10        | Anschluss an die Frankston-Line                                                                                |
| Sunbury        | Northern Group     | Sunbury–Sunshine–Footscray–North Melbourne–Melbourne Central–Southern Cross                                 | 19        | Ausbau der Strecke für die Durchbindung über den Metro Tunnel                                                  |
| Upfield        | Northern Group     | Upfield–Coburg–North Melbourne–Melbourne Central–Southern Cross                                             | 19        | |
| Werribee       | Cross-City Group   | Werribee–Altona–Newport–Footscray–North Melbourne–Melbourne Central–Southern Cross                          | 19        | Bahnübergänge nur auf dem Altona-Ast                                                                           |
| Williamstown   | Cross-City Group   | Williamstown–Newport–Footscray–North Melbourne–Melbourne Central–Southern Cross                             | 15        | |

### Upfield-Linie

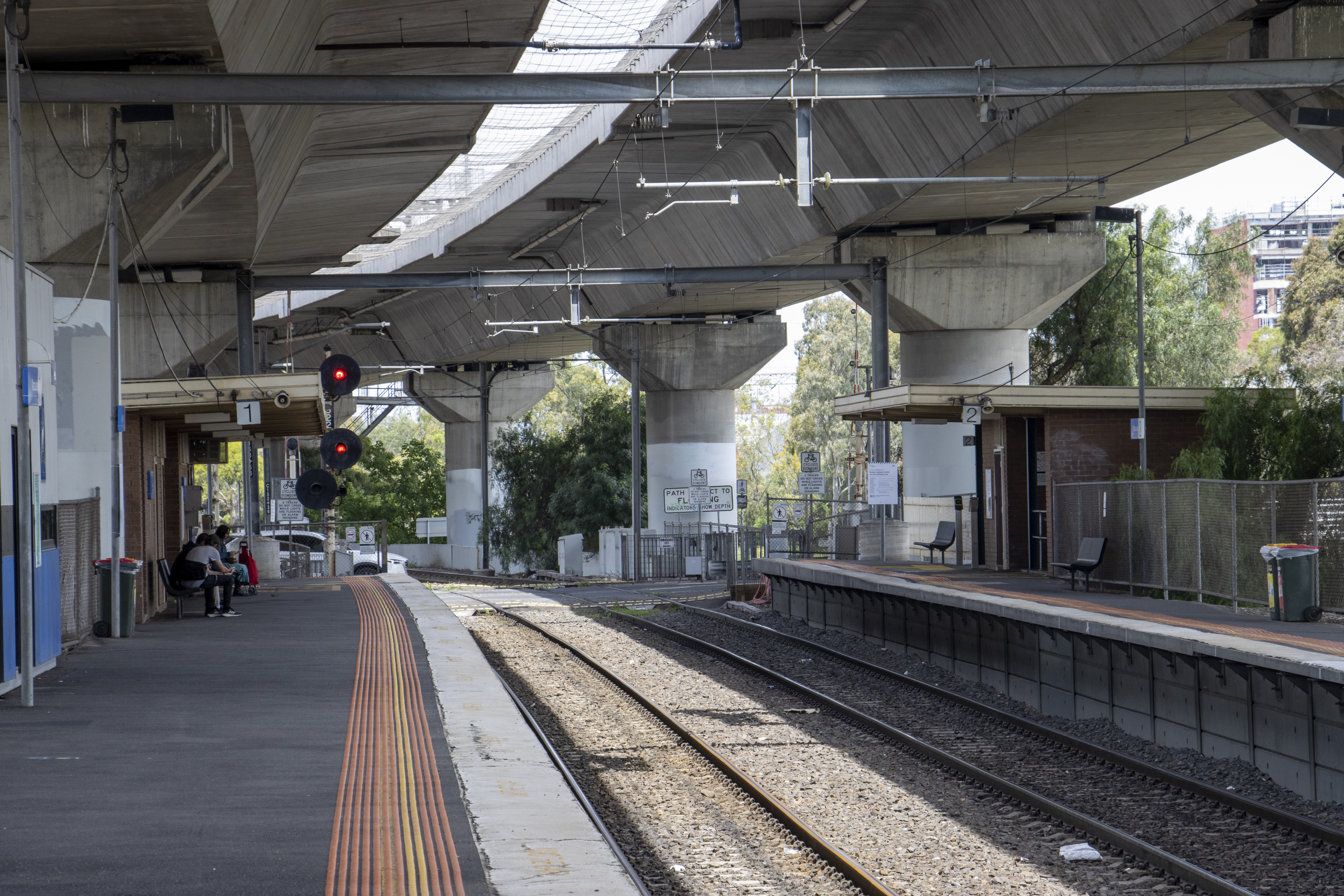
Station Macaulay unterhalb einer CityLink-Schnellstraße

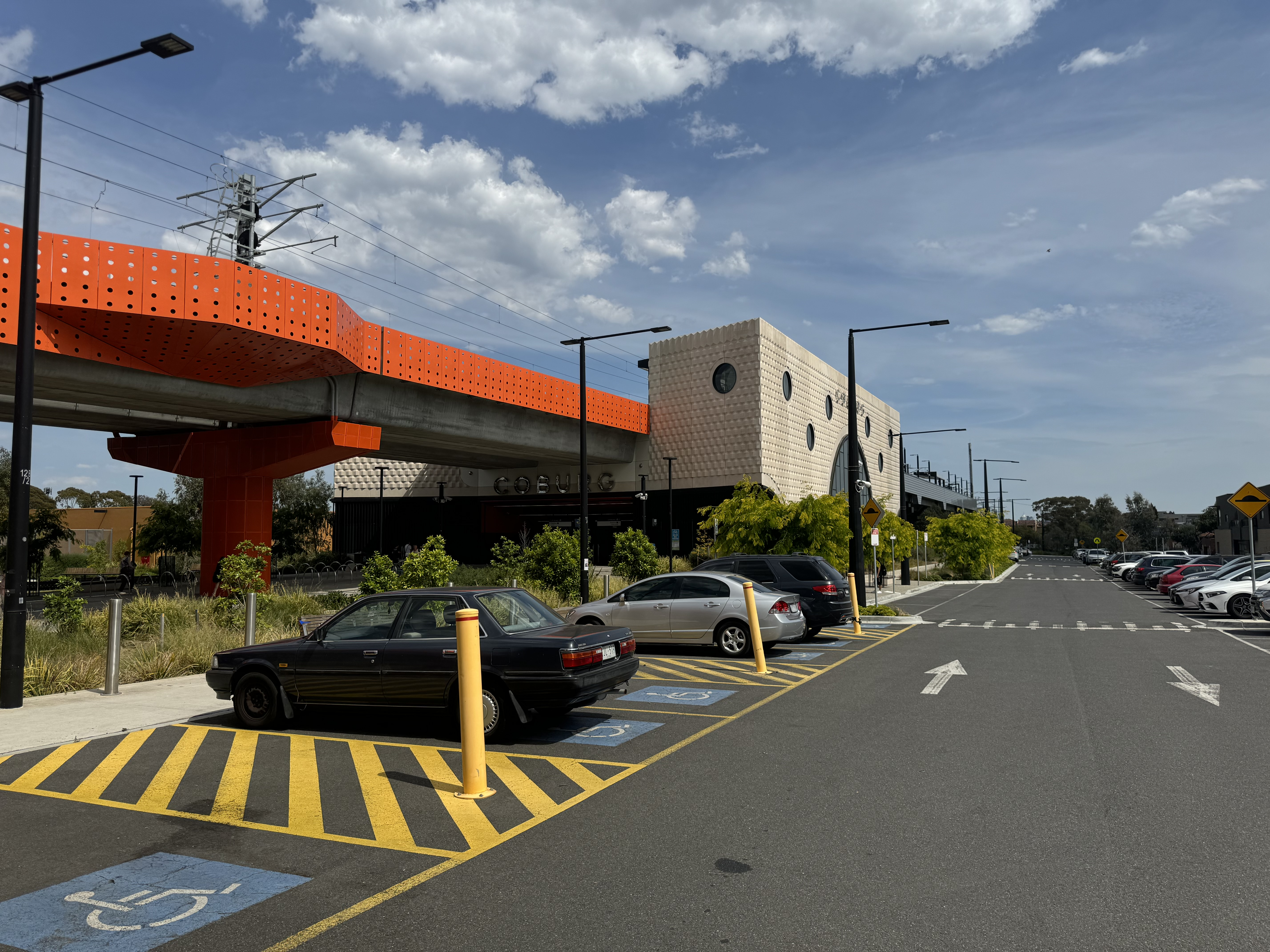
Bahnhof Coburg, 2020 zum Auflösen von Bahnübergängen in Hochlage neu errichtet

Die Upfield-Linie bildet zusammen mit der Craigieburn- und der Sunbury-Linie die Northern Group. Diese nutzt das Gleis 3 des City Loop und die Bahnsteigkanten 4 und 5 in Flinders Street beziehungsweise Gleis 11 in Southern Cross. Die Upfield-Linie zweigt von den anderen Linien der Northern-Group hinter dem Bahnhof North Melbourne niveaugleich nach Norden ab. Weiter stadtauswärts führt die Strecke unterhalb eines CityLink-Schnellstraßenviadukts entlang des Moone Ponds Creek, wo sich auch der 1887 eröffnete Haltepunkt Macaulay befindet. An der Station Flemington Bridge zweigt die Schnellstraße nach Norden ab, während die Upfield-Linie nordöstlich rund zwei Kilometer durch den Royal Park verläuft. Der Zoo Melbourne wird durch die Station Royal Park - Zoo erschlossen. Hier zweigte der Inner Circle ab, der eine Gleisverbindung zu den Bahnstrecken um Clifton Hill herstellte.
Ab hier führt die Upfield-Linie schnurgerade durch den Vorort Brunswick weiter nach Norden. Zahlreiche Straßen werden mit Bahnübergängen gekreuzt, in der östlichen Parallelstraße verkehrt eine Straßenbahnlinie.
Im Zuge des Level Crossing Removal Project wurde im Jahr 2020 ein 2,5 Kilometer langer Teil der Strecke inklusive der Stationen Moreland und Coburg als Viadukt neu errichtet, wodurch vier Bahnübergänge entfallen konnten.
Die folgenden Stationen Batman und Merlynston haben Inselbahnsteige, sonst herrschen Seitenbahnsteige vor. Die nächste Station Fawkner befindet sich östlich des gleichnamigen Friedhofs. Zwischen 1906 und 1914 war Fawkner der Endpunkt der Linie und diente der Anlieferung der Toten mit speziellen Leichenwagen. Ab der darauf folgenden Station Gowrie verläuft die Strecke eingleisig bis Upfield, wo eine Bahnsteigkante und mehrere Abstellgleise vorhanden sind. Die weitere Strecke bis Somerton an der Craigieburn-Linie ist außer Betrieb, das Gleis ist aber noch vorhanden.
Auf der Upfield-Linie verkehren etwa drei bis vier Züge pro Stunde, sie halten an allen Stationen. Die Streckenhöchstgeschwindigkeit beträgt 80 km/h.

### Werribee- und Williamstown-Linie

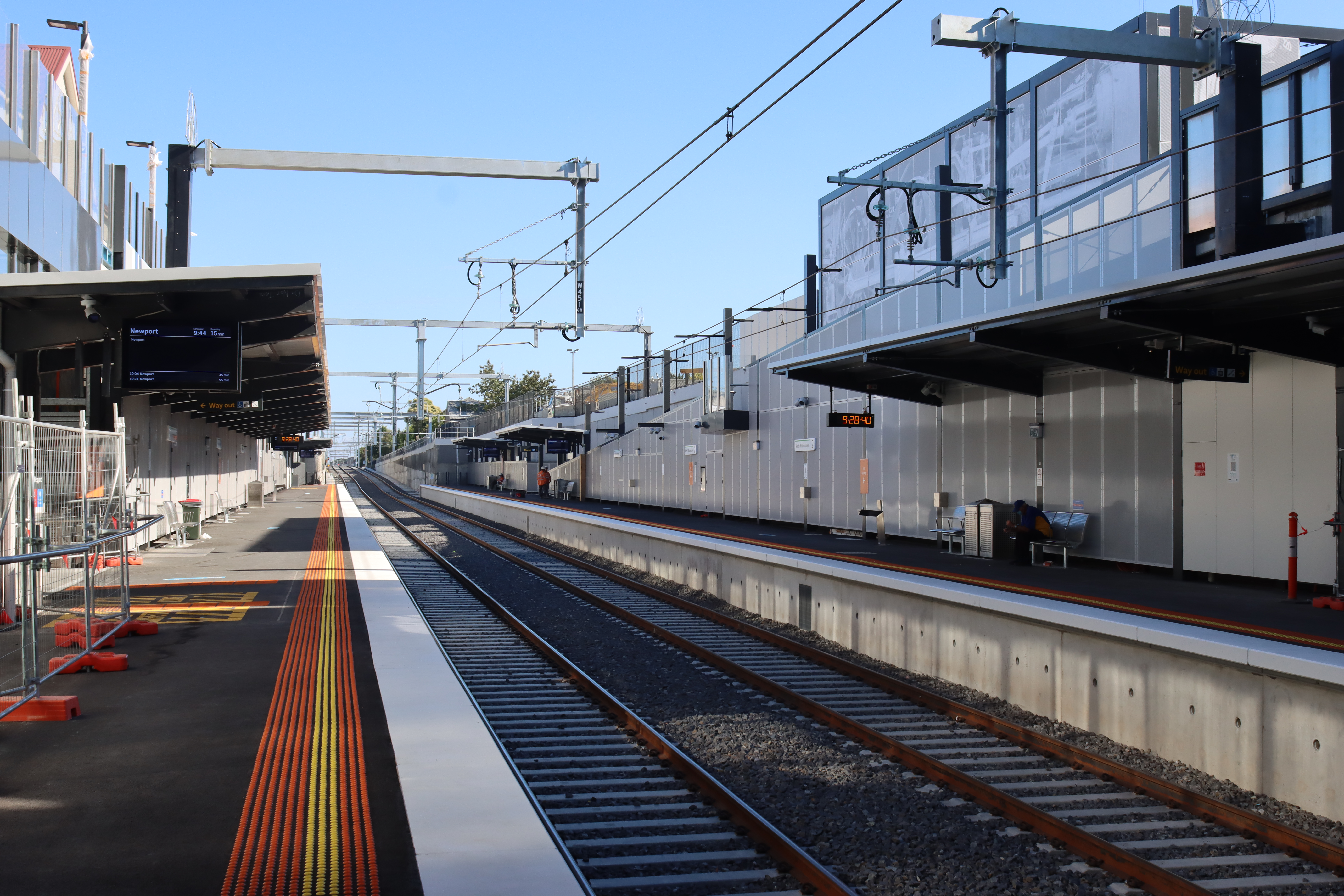
Station North Williamstown an der Williamstown-Linie

Die Strecke der Werribee-Linie wurden als Teil der Eisenbahnstrecke von Melbourne nach Geelong eröffnet. Neben den Vorortzügen nutzten auch die Regionalzüge von V/Line die Strecke. Erst mit dem Bau einer neuen zweigleisigen Bahnstrecke, dem Regional Rail Link über Sunshine und Wyndham Vale, konnte der Regionalverkehr 2015 verlagert werden.
Die Werribee- und die Williamstown-Linie werden als Teil der Cross-City Group betrieben. Die Züge nutzen zwischen Flinders Street und Southern Cross die Through-Suburban-Doppelspur, die 1978 beim sechsgleisigen Ausbau des Viadukts entstand. Von dort führen die Gleise der Through Suburban parallel zur Sunbury-Linie und dem Regional Rail Link über North Melbourne (Gleise 5 und 6) und South Kensington nach Footscray, wo die eigentliche Werribee-Linie abzweigt. In Newport, 12,5 Kilometer entfernt von Flinders Street, verzweigen sich die Werribee- und die Williamstown-Linie höhengleich.
Die Williamstown-Linie führt 3,5 Kilometer weiter zum gleichnamigen Ort nach Südosten. Die Station North Williamstown wurde 2021 in Troglage neu errichtet, um den dort befindlichen Bahnübergang entfernen zu können. In Tagesrandlagen wird die Williamstown-Linie als Shuttle zwischen Newport und Williamstown betrieben.
Die Werribee-Line führt zusammen mit Gütergleisen nach Westen, wo sie sich höhengleich in zwei Strecken teilt. Die südliche, später eröffnete Route überquert die Ferguson Street auf einem 2018 errichteten Viadukt und durchquert anschließend als eingleisige Strecke in der Mitte eines Straßenzugs Altona. Die Züge können lediglich im Bahnhof Westona kreuzen. Die nördlichen Expressgleise führen ohne Zwischenstation direkt bis zum dreigleisigen Bahnhof Laverton, wo sich beide Strecken treffen. Von dort führt die Strecke parallel zu einer Autobahn bis zum dreigleisigen Bahnhof Werribee, wo die Elektrifizierung endet. Die Linie könnte zukünftig bis Wyndham Vale verlängert werden.
Außerhalb der Hauptverkehrszeit verkehren die Züge auf der Werribee-Linie jeweils im 20-Minuten-Takt mit zwei Haltemustern. Von der Innenstadt fahren Züge mit Halt an allen Stationen über die Altona-Strecke bis Laverton, während die übrigen als Express mit wenigen Halten bis Laverton verkehren und ab dort alle Halte bis Werribee bedienen. An den Wochenenden halten alle Züge an allen Stationen. Die Williamstown-Linie wird im 20-Minuten-Takt bedient.

## Fahrzeuge
Seit Einführung der Hitachi-Züge im Jahr 1972 werden in Melbourne rund 70 Meter lange Triebzüge eingesetzt, die aus drei Wagen bestehen. Die meisten Fahrten werden mit zwei gekuppelten Einheiten durchgeführt. Die High Capacity Metro Trains weichen erstmals von diesem Raster ab. Für die durchgängig begehbaren Siebenwagenzüge musste die Innenstadtschleife der Pakenham- und Cranbourne-Linien angepasst werden.
| Name                      | Bild | Baujahre             | Anzahl Züge | Anzahl Wagen            | Länge    | Höchstgeschwindigkeit | Sitze                                 | Bemerkung                                                          |
| ------------------------- | ---- | -------------------- | ----------- | ----------------------- | -------- | --------------------- | ------------------------------------- | ------------------------------------------------------------------ |
| Comeng                    |      | 1981–1988            | 190         | 3                       | 71,2 m   | 115 km/h              | 210                                   | werden durch High Capacity Metro Trains und X’Trapolis 2.0 ersetzt |
| Siemens Nexas             |      | 2002–2005            | 72          | 3                       | 71,9 m   | 147 km/h              | 264/216 (vor/nach der Modernisierung) |                                                                    |
| Alstom X’Trapolis 100     |      | 2002–2004, 2009–2014 | 212         | 3                       | 71,7 m   | 143 km/h              |                                       |                                                                    |
| High Capacity Metro Train |      | 2018–                | 70          | 7 (auf 10 verlängerbar) | 160,2 m  | 130 km/h              |                                       | Einsatz auf den Linien Pakenham und Cranbourne                     |
| Alstom X’Trapolis 2.0     |      | 2022–                | 25          | 6                       | 143,35 m | 130 km/h              | 443                                   | Einsatz auf den Linien Craigieburn, Upfield und Frankston geplant  |

## Dumb ways to Die
Im November 2012 startete die Metro Trains Melbourne die Sicherheitskampagne „Dumb Ways to Die“, die durch soziale Medien zu einem weltweiten viralen Video-Hit wurde. Es wurden auch Merchandise-Artikel wie Poster, Aufkleber und Abzeichen hergestellt.